# Nervennetz (Nervensystem)
Ein Nervennetz oder diffuses Nervensystem ist die einfachste bekannte Art eines Nervensystems in biologischen Organismen. Die einzelnen Nervenzellen sind zu Nervennetzen, nicht hin zu Koordinationszentren wie Ganglien oder Gehirnen angeordnet, dennoch treten Konzentrationen von Nervenzellen auf, zum Beispiel im Bereich des Schlundes, sie sind also nicht völlig diffus verteilt. Nervennetze treten vor allem bei Hohltieren (Coelenteraten) auf. Die einfachsten Vertreter finden sich bei Polypen der Gattung Hydra.
Nervennetze sind in vielen Aspekten recht einfach und unterscheiden sich stark von höheren Nervensystemen. So treten vorwiegend multi- und bipolare Nervenzellen auf, die meist keine spezialisierten Dendriten oder Axone aufweisen, also symmetrisch aufgebaut sind. Auch sind die meisten zwischenneuronalen Verbindungen (Synapsen) im Gegensatz zu denen der höheren Nervensysteme in der Lage, Erregungen in beide Richtungen weiterzuleiten. Dies liegt auch daran, dass es sich im Regelfall um elektrische Synapsen handelt, die Gesamtheit der Neuronen im diffusen Nervensystem bildet also ein Synzytium. Auch die klassischen, von Wirbeltieren bekannten Neurotransmitter treten in Nervennetzen nicht auf, stattdessen sind es vorwiegend Neuropeptide, die die chemische Übermittlung von Informationen verwirklichen.